# Mortágua
Mortágua est une municipalité (en portugais : concelho ou município) du Portugal, située dans le district de Viseu et la région Centre.

## Géographie
Mortágua est limitrophe :
- au nord, d'Águeda,
- au nord-est, de Tondela,
- à l'est, de Santa Comba Dão,
- au sud, de Penacova,
- à l'ouest, de Mealhada et Anadia.

## Démographie
| 1801  | 1849  | 1900  | 1930   | 1960   | 1981   | 1991   | 2001   | 2004   |
| ----- | ----- | ----- | ------ | ------ | ------ | ------ | ------ | ------ |
| 5 864 | 7 520 | 8 834 | 10 268 | 13 024 | 11 291 | 10 662 | 10 379 | 10 365 |

## Jumelages
- Wormeldange (Luxembourg) (5 juin 2004).

## Subdivisions
La municipalité de Mortágua groupe 10 paroisses (freguesia, en portugais) :
- Almaça
- Cercosa
- Cortegaça
- Espinho
- Marmeleira
- Mortágua
- Pala
- Sobral
- Trezói
- Vale de Remígio